# Palfuria helichrysorum
Palfuria helichrysorum är en spindelart som beskrevs av Szüts och Rudy Jocqué 200. Palfuria helichrysorum ingår i släktet Palfuria och familjen Zodariidae.
Artens utbredningsområde är Malawi. Inga underarter finns listade i Catalogue of Life.